# Semondo
Semondo is een bestuurslaag in het regentschap Kebumen van de provincie Midden-Java, Indonesië. Semondo telt 3252 inwoners (volkstelling 2010).